# Bataille de Villers-Bretonneux (1918)
La bataille de Villers-Bretonneux (1918) ne doit pas être confondue avec la bataille de Villers-Bretonneux (1870) qui s'est déroulée le 27 novembre 1870.
Première Guerre mondiale
Batailles
Offensive du printemps :
- Opération Michael
- Lys (1918)
- Aisne (1918)
- Bois Belleau
- Montdidier
- Noyon
- Hamel
- Marne (1918)

La bataille de Villers-Bretonneux est une bataille de la Première Guerre mondiale qui se déroula les 24, 25 et 26 avril 1918 sur le territoire de la commune de Villers-Bretonneux dans le département de la Somme. Elle stoppa l’avancée allemande vers l’ouest et préserva la ville d’Amiens d’une occupation par l’ennemi.

## Contexte historique
Libérée de la guerre à l’est par la signature du traité de Brest-Litovsk, l’armée allemande rassembla toutes ses forces sur le front ouest et lança une grande offensive à partir du 21 mars 1918. C’était la bataille du Kaiser. Le front allié fut enfoncé et l’avancée allemande vers l’ouest rapide. L’objectif de l’état-major allemand était de couper l’armée britannique de l’armée française en prenant la ville d’Amiens, nœud ferroviaire et routier de première importance.

## Déroulement de la bataille

### L'offensive allemande
Pour préparer leur offensive, les Allemands commencèrent à bombarder Villers-Bretonneux, à 17 km à l’est d’Amiens, à partir du 17 avril 1918 par obus à gaz et obus conventionnels et ce pendant cinq jours. La position était tenue par les 62e et 8e divisions britanniques qui disposaient d'une quinzaine de chars de combat.
L'attaque débuta au petit-matin du 24 avril 1918, les Allemands disposant lors de cette opération de treize chars A7V répartis en trois groupes différents. La 222e division d'infanterie  était appuyée par trois chars. Le village fut pris en fin de matinée par la 4e division d'infanterie de la garde. La 77e division d'infanterie allemande, appuyé par quatre chars A7V, attaqua en direction de Cachy mais par un épais brouillard, elle piétina dans un terrain accidenté.

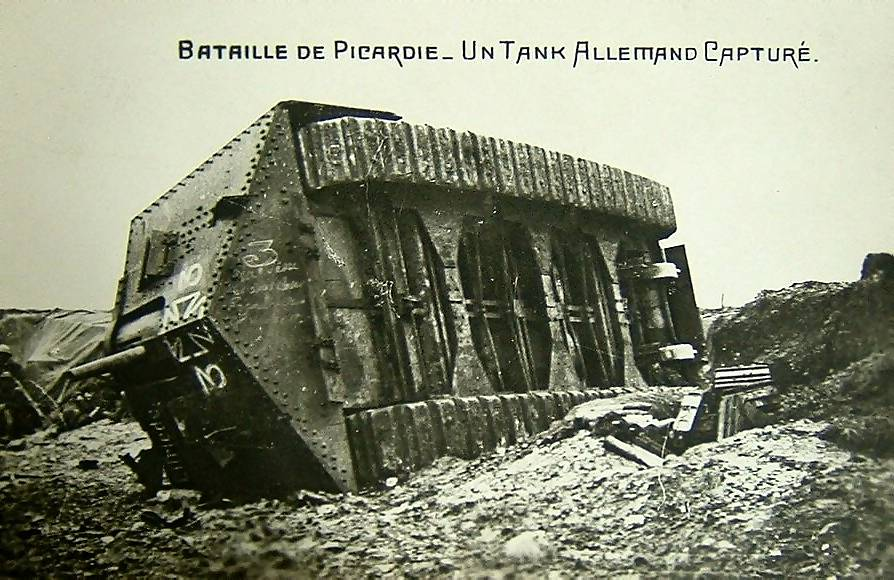
Char allemand à Villers-Bretonneux, le 24 avril 1918

La présence des chars allemands surprit les Britanniques qui se replièrent sur leur deuxième ligne. À 8 H 00, trois tanks Mark IV furent envoyés pour défendre la position britannique. Après avoir traversé le bois l’Abbé, dans un environnement difficile à cause des bombardements au gaz de l’artillerie allemande, les trois chars rejoignaient le tank du sous-lieutenant Mitchell déjà sur la ligne de front, faisant face à trois chars allemands. S'engagea alors, le premier combat chars contre chars de l'histoire. Bien que touchés par l'ennemi, les tanks britanniques mirent hors de combat un des chars allemands, contraignant les deux autres à se replier.
L'intervention de chars britanniques retourna la situation sur le front sud en direction de Cachy empêchant les Allemands de contrôler l'ensemble du plateau.
Les Allemands prirent Villers-Bretonneux, le 24 avril 1918 et avançaient en direction de la capitale picarde. Il fallait, pour les Alliés, à tout prix reprendre cette position qui dominait les alentours.

### La contre-offensive britannique
La tâche fut confiée à la 13e brigade de la 4e division et à la 15e brigade de la 5e division australienne, commandées respectivement par le brigadier général William Glasgow et le brigadier général Harold Elliott. Ces deux brigades étaient soutenues par des bataillons britanniques.
La position allemande s’appuyait sur le village de Villers-Bretonneux en ruines et le talus de la voie ferrée de la Ligne d'Amiens à Laon au sud et à l’ouest dans le bois d’Aquenne. L’armement allemand était constitué de nombreuses mitrailleuses qu’il fallait réduire au silence.
Le brigadier général William Glasgow commandant la 13e brigade décida d’attaquer de nuit les positions allemandes, sans tir d’artillerie préalable, pour créer l’effet de surprise.
L’objectif était d’encercler les troupes allemandes en les attaquant au sud, ce fut la tâche des 51e et 52e bataillons de la 13e brigade (1 500 hommes). Les 57e, 59e et 60e bataillons de la 15e brigade (2 400 hommes) attaquèrent au nord en direction de l’est et du sud-est.

### La prise du bois d'Aquenne par les Australiens
L’attaque des Australiens débuta le 24 avril 1918 à 22 h. Ils vinrent à bout des mitrailleuses allemandes du bois d’Aquenne en donnant l’assaut à l’aide de grenades. Au prix de lourdes pertes humaines, les Australiens réduisirent la résistance des Allemands.
Le 25 avril au matin, les deux bataillons australiens avaient percé les lignes allemandes au sud de Villers-Bretonneux.

### La reprise de Villers-Bretonneux par les Alliés
Au nord, le long de la route de Fouilloy à Cachy, les Australiens et les Anglais lancèrent l’offensive à 6 h 00 du matin, à l’endroit où se trouve aujourd’hui le Mémorial national australien de Villers-Bretonneux. Les combats acharnés durèrent toute la journée et se poursuivirent le lendemain avec l’aide des troupes britanniques. Dans la soirée du 25 avril, les troupes de la 54e brigade anglaise épuisées furent relevées par la Division marocaine de l'armée française. Le 26, les combats meurtriers se poursuivirent et se terminèrent par la prise de Villers-Bretonneux, l'avance allemande vers l'ouest était stoppée. Le rôle de la division marocaine, qui secourut les 51e et 52e bataillons australiens fut décisif dans cette opération. Un odonyme local (« Rue du 25-Avril-1918 ») rappelle cet événement.

## Conséquences
- L’offensive allemande lancée le 21 mars 1918 était stoppée.
- La tentative allemande de séparer les armées britannique et française avait échoué.
- La ville d’Amiens échappait à la destruction et à l’occupation allemande.
- Les Alliés pouvaient préparer leur contre-offensive.

## Lieux de mémoire
- Mémorial national australien de Villers-Bretonneux[Note 1]
- Centre Sir John Monash[6]
- Musée franco-australien de Villers-Bretonneux[7]